# Bulgarien i olympiska vinterspelen 1968
Bulgarien deltog i olympiska vinterspelen 1968. Bulgariens trupp bestod av 5 idrottare, 2 var män och 3 var kvinnor.

## Trupp
- Alpin skidåkning
  - Petar Angelov
- Längdskidåkning
  - Roza Dimova
  - Velichka Pandeva
  - Petar Pankov
  - Tsvetana Sotirova
  - Nadezhda Vasileva

## Resultat

### Alpin skidåkning
- Störtlopp herrar
  - Petar Angelov - 63

- Storslalom herrar
  - Petar Angelov - 64

- Slalom herrar
  - Petar Angelov - 29

### Längdskidåkning
- 15 km herrar
  - Petar Pankov - 25

- 30 km herrar
  - Petar Pankov - 26

- 5 km damer
  - Nadezhda Vasileva - 24
  - Velichka Pandeva - 30
  - Tsvetana Sotirova - 31
  - Roza Dimova - 33

- 10 km damer
  - Nadezhda Vasileva - 27
  - Tsvetana Sotirova - 28
  - Roza Dimova - 29
  - Velichka Pandeva - 31

- 3 × 5 km stafett damer
  - Velichka Pandeva, Nadezhda Vasileva och Tsvetana Sotirova - 8